# 鈴谷駅
座標: 北緯47度1分50秒 東経142度40分3秒 / 北緯47.03056度 東経142.66750度
鈴谷駅（すずやえき）は、樺太豊栄郡豊北村に存在した鉄道省豊真線の駅である。終戦直前に、豊原 - 奥鈴谷間の新線付替えにともない、廃駅となった。

## 歴史
- 1925年（大正14年）10月1日 - 樺太庁鉄道豊真線の豊原駅 - 当駅間(9.9km)開通により開業。
- 1928年（昭和5年）9月3日 - 当駅 - 逢坂駅間(42.7km)が開業し、豊真線全通。
- 1943年（昭和18年）4月1日 - 南樺太の内地化にともない、鉄道省（国有鉄道）に編入。
- 1945年（昭和20年）7月15日 - 豊原駅 - 奥鈴谷駅間が廃止となり、代わって小沼駅～奥鈴谷駅が開業する。それにともない当駅は廃止される。
- 1946年 2月1日 - ソ連の手で復旧され「クルスカヤ＝サハリンスカヤ」と改称される。

## 運行状況
- 豊原駅 - 北真岡駅間を1日3往復していた。

## 隣の駅
鉄道省樺太鉄道局
豊真線
西久保駅 - 鈴谷駅 - 奥鈴谷駅